# Ulmi, Iași
Ulmi este un sat în comuna Belcești din județul Iași, Moldova, România, atestat pentru prima dată într-un document din secolul al XIV-lea.

## Monumente istorice
- Situl arheologic de la Ulmi, punct „La Curte” (-); cod LMI IS-I-s-B-03679
- Așezare (sec. XVII - XVIII, Epoca medievală); cod LMI IS-I-m-B-03679.01
- Așezare (Epoca bronzului târziu, cultura Noua); cod LMI IS-I-m-B-03679.02
- Așezare (Eneolitic, cultura Cucuteni, faza B); cod LMI IS-I-m-B-03679.03
- Așezare (Eneolitic, cultura Cucuteni, faza A); cod LMI IS-I-m-B-03679.04